# Pepê (surfista)
Pedro Paulo Guise Carneiro Lopes (Rio de Janeiro, 2 de setembro de  1957 — Wakayama, 5 de abril de 1991), mais conhecido como Pepê, foi um esportista, músico, e empresário brasileiro.
Filho de Manuel Danton Carneiro Lopes (1927-2019) e Vera Guise Carneiro Lopes, teve três irmãos: Lilia, Ronaldo (1959-1984) e Eduardo. Teve dois filhos: Bianca e João Pedro.
Pepê foi campeão mundial de voo livre em 1981 e vice-campeão mundial no ano em que faleceu no Japão. Ele continua sendo o único brasileiro campeão mundial individualmente.  
Em 1976, foi o primeiro brasileiro a ser finalista do Pipe Masters no Havaí. Em 2014, Gabriel Medina foi o segundo brasileiro a ser finalista no campeonato. Naquele mesmo ano, Pepê foi o primeiro brasileiro a vencer uma etapa do circuito mundial de surfe no Brasil, o Waimea 5000. No ano posterior, Pepê foi vicê campeão da etapa. Ele se manteve um bom tempo entre os 20 melhores surfistas do mundo durante os anos em que se dedicou ao esporte. Ele se sobressaia nas ondas grandes e tinha ótima colocação nos tubos.
Pepê também foi bicampeão carioca mirim de hipismo. Ou seja, foi campeão na terra, no mar e no ar.

## Carreira Esportiva
Já na infância Pepê destacava-se nos esportes, natação, judô e no hipismo foi seu primeiro destaque, onde aprendeu a montar cavalos na Floresta Country Club do Rio de Janeiro. Foi nesta modalidade que ganhou as primeiras competições, onde chegou inclusive a vencer um torneio estadual. No entanto, um acidente que machucou sua égua, Miss Tuty, o desmotivou a seguir trilhando esse caminho profissional, migrando para o Surfe.
Começou a surfar na década de 1970, no Pier de Ipanema e no Arpoador, sendo um dos pioneiros do esporte no Brasil. Pepê logo se destacou nesse esporte. No final dos anos 70, trancou o curso de Economia na faculdade Candido Mendes, que viria a concluir mais tarde, para se dedicar à intensa bateria de competições. Durante todos os anos em que se dedicou a este esporte, nunca deixou a lista dos 20 melhores surfistas do mundo. Em 1976, por exemplo, Pepê tornou-se o primeiro surfista brasileiro a vencer uma etapa do circuito mundial válido pela IPS (International of Professionals Surfers), o saudoso Waimea 5000, realizado no Arpoador
Em 1978, descobriria o voo livre, que estava em alta na cena carioca. Aprendeu voo livre com Andre Sansoldo, e tornou-se campeão mundial em 1981, época em que a asa delta estava no auge de sua popularidade. Com apenas 24 anos, conquistou o campeonato mundial de asa-delta em 1981, em ￼￼Bepu, Japão, com a asa AZUR da francesa La Mouette do Gerard Thevenot, onde morreria exatamente dez anos depois, quando tentava o bicampeonato e terminando como vice campeão. Como essa prática esportiva ainda não havia sido profissionalizada, à época, procurou alternativas de sobrevivência nas praias do Rio, tornando-se empresário, e foi então que nasceu o projeto da Barraca do Pepê, comercio dedicado aos produtos naturais e voltado diretamente aos esportistas da beira da praia. A ideia deu tão certo que em pouco tempo a iniciativa ganhou filiais, tornando Pepê conhecido pela cidade inteira.
Além destes esportes, ainda praticava natação, treinou judô no Hermany, jiu-jitsu com Rolls Gracie, esquiava, praticava pesca submarina, adorava jogar futebol e tinha jogo nas segundas no Clube Caiçaras e na casa da Barra do Luis de freitas (amigo e o maior incentivador nos esportes). Pós morte, Luis de Freitas criou a copa Pepê no futebol com os amigos em sua casa.

## Trabalho como empresário
Pepê desde pequeno tinha um brilho no comércio, com oito anos produzia sabonete liquido e vendia para os vizinhos na rua Montenegro em Ipanema, fazia banca de revistas usadas. A partir de 13 anos começou com consertos de pranchas de surf, com 14 anos viajou para o Peru com dinheiro do seu trabalho e parou de pedir mesada ao seus pais, com 15 viajou para o Hawaii. Com 17 anos saiu de casa dividindo com dois amigos o aluguel de um apartamento na Barra. Fundou a Barraca do Pepê em São Conrado, a barraquinha foi projetada e desenvolvida pelo seu tio "Zequinha", na fábrica de sabão da família de seu pai (Carlos Pereira Industrias Químicas). Voltada para a comercialização de produtos naturais, sobretudo entre atletas, surfistas e praticantes de voo livre. A Barraca do Pepê procurou incorporar um estilo carioca em sua linha de produtos, e ainda é um ponto de encontro na Barra da Tijuca.
Embora não exista registro oficial, Pepê foi um dos pioneiros na fabricação do sanduíche natural no País.Além da Barraca do Pepê, em 1982 o mesmo abriu o restaurante Sushi Leblon.

## Vida pessoal e outras atividades
Pepê era casado com Carolina e pai de Bianca e João Pedro. Demonstrava grande afinidade com sua cidade natal, o Rio de Janeiro Em suas palavras, “Cada vez que eu voo, dou graças a Deus por ser carioca”.

### Carreira como Músico
Desde a infância Pepê gostava muito de música. Com 9 anos construía bateria de latas e tocava violão, foi autodidata nos dois instrumentos  teve uma banda de rock chamada Barão de Itaguaripe, onde compunha suas músicas, tocava guitarra e cantava. Gravou um disco chamado Feito um Cometa com 10 músicas, uma delas com a participação de Lobão (guitarra e voz) e outra com Fagner (voz e violão).

## Falecimento
Pepê morreu tragicamente aos 33 anos, num acidente de asa delta. quando disputava o Torneio Internacional de Voo Livre de Wakayama, no Japão.
Anos antes (em 1984), voando de asa-delta, pousou de mau jeito em cima de um toco de árvore, o que o fez perder o baço e um rim. Após 40 dias de internação na cidade mineira, recebeu alta e voltou para o Rio. Talvez por conta desse acidente, quando estava sobrevoando os 94 km entre Wakayama e Kushimoto em mau tempo, não quis interromper o percurso parando sobre uma copa de árvore. Ao descer em uma clareira, uma forte turbulência o jogou contra um morro. Agonizou, dizendo que amava sua esposa, e seus filhos, e faleceu a caminho do hospital de Osaka. A organização do campeonato foi criticada por insistir em realizar o evento mesmo em condições climáticas desfavoráveis.

## Homenagens e Honrarias
- Em 1992, a Federação Internacional de Aviação criou a medalha Pepê Lopes, concedida a pilotos que tentam salvar companheiros. No mesmo ano, um trecho da Barra da Tijuca e uma avenida no mesmo bairro no Rio de Janeiro foram batizados com seu nome.
- O Projeto de Lei 1804/92, da vereadora Neuza Amaral, decretou a colocação de marco alusivo a Pepê na avenida que leva seu nome, na Barra da Tijuca, Rio de Janeiro.[10]
- O dia 2 de setembro (dia do seu nascimento), foi escolhida como a data para se comemorar o Dia Estadual do Voo Livre, que foi criado em sua homenagem.[4]
- Um trecho da Praia da Barra da Tijuca foi batizado em sua homenagem.[4] Uma avenida no mesmo bairro no Rio de Janeiro foi batizado com seu nome.
- Em 2011, vinte anos após sua morte, o SporTV prestou uma homenagem ao atleta e inaugurou um placa em São Conrado (Zona Sul do Rio de Janeiro), local de pouso de asas-delta.

## Discografia

### Compactos
- 1991 - Feito um cometa (Gravadora: Diamond)[11]

Faixas
1. Feito Um Cometa (part. especial: Lobão)	(Pepê/Carolina)

2. Sanduíche Natural	(Pepê/Carolina) 

### Discos
- 1991 - Feito um cometa (Gravadora: Diamond)[12]

Faixas
- Lado A

1- Reflexão maneira

2- Feito um cometa (part. especial: Lobão)

3- Descontração

4- Gente

5- Chega

- Lado B

6- Sanduíche natural

7- Não deixe não (part. especial: Raimundo Fagner)

8- Vida aventura

9- Amigo perfeito

10- Sábado e domingo